# Joseph Burr Tyrrell
Joseph Burr Tyrrell (Weston, Canada-Ouest (atual Ontario), 1 de novembro de 1858 — Toronto, 26 de agosto de 1957) foi um geólogo, cartógrafo, explorador, historiador e consultor de mineração canadense. Era irmão do explorador James Williams Tyrrell (1863-1945).

## Biografia
Estudou na Upper Canada College. Recebeu o grau de advogado pela Universidade de Toronto e foi trabalhar numa empresa de consultoria jurídica em Toronto. Entretanto, devido a sua saúde precária, seu médico recomendou-o trabalhar ao ar livre. Como conseqüência, foi trabalhar para a "Comissão Geológica do Canadá" em 1881, onde permaneceu durante 17 anos.
Trabalhando na comissão explorou várias regiões do Canadá, em especial os Territórios do Noroeste, do Lago Athabaska até a Baía de Hudson. A região que explorou incluiu além das regiões dos Territórios do Noroeste atuais, os estados de Saskatchewan, Alberta e Nunavut que ainda não haviam sido criados. Explorou também o curso dos rios Thelon e Dubawnt. Estas explorações permitiram-lhe:
- produzir mapas do Canadá,
- aumentar o conhecimento sobre a flora e a fauna da região,
- descobrir importantes jazidas de carvão betuminoso em Alberta e Colúmbia Britânica,
- descobrir um rico sítio de ossos de dinossauros, onde descobriu uma nova espécie: o Albertossauro, parente do Tiranossauro.

A partir de 1889 passou a ser consultor no ramo de mineração, carreira que durou mais de 50 anos. Foi gerente-geral da "Kirkland Lake Gold Mining Company" no norte de Ontário por muitos anos, e posteriormente presidente até 1955
Além das suas funções de explorador e geólogo, Joseph Burr Tyrrell contribuiu na redação de obras históricas, como a publicação dos jornais de Samuel Hearne e de David Thompson.
Em 1927, Joseph Burr Tyrrell fez uma doação para a Sociedade Real do Canadá criar uma medalha que recompense os trabalhos proeminentes sobre a história do Canadá. A concessão, denominada Medalha Histórica J.B. Tyrrell em sua honra, é de prata chapeada de ouro e é concedida pela Sociedade a cada dois anos.
Joseph Burr Tyrrell foi laureado com o Prémio Back em 1896 pela Real Sociedade Geográfica, com a Medalha Murchison em 1918 e com a Medalha Wollaston em 1947, ambas pela Sociedade Geológica de Londres, com a Medalha Charles P. Daly em 1930 pela American Geographical Society e recebeu também a Medalha Flavelle pela Sociedade Real do Canadá em 1933.
Durante a sua aposentadoria, manteve uma exploração agrícola especializada na produção de maçãs. O sítio desta exploração agora é ocupado em parte pelo jardim zoológico de Toronto.